# Renombramiento de localizaciones de Prusia Oriental (1938)
El renombramiento de localizaciones de Prusia Oriental de 1938 (en alemán: Umbenennung von Orten in Ostpreußen im Jahr 1938) fue el proceso de cambio de más de 1.500 nombres de lugares de Prusia Oriental el 16 de julio de 1938, siguiendo un decreto emitido por el Gauleiter y Oberpräsident Erich Koch e iniciado por Adolf Hitler. Esto resultó en la eliminación, germanización o simplificación de una serie de nombres prusianos antiguos, así como de origen polaco o lituano. Otras áreas de la Alemania nazi también se vieron afectadas por este proceso. El proceso estuvo liderado por la Federación Alemana del Este (Bund Deutscher Osten, BDO) desde 1933.

## Prusia Oriental
Los nombres de lugares en Masuria ocasionalmente se renombraron antes de 1938 y, de hecho, muchos de ellos antes incluso de la era nazi. En el distrito de Lötzen (actual Giżycko), el 47% de todas las aldeas ya habían sido renombradas en la República de Weimar y otro 36% después de 1933. Se preparó una campaña sistemática de cambio de nombre después de que Koch emitiera la orden correspondiente el 25 de agosto de 1937. A raíz de esta orden, el Ministerio prusiano de Ciencia, Educación y Educación Popular (Ministerium für Wissenschaft, Erziehung und Volksbildung) creó una comisión de expertos dirigida por el Sr. Harmjanz (Ministerialrat o asesor ministerial). Entre los miembros se encontraban Karl Heinrich Meyer (eslavista de Königsberg), Walther Ziesemer (germanista de Königsberg), Viktor Falkenhayn (profesor experto en nombres lituanos y prusianos antiguos) y Max Hein (director de los archivos estatales de Königsberg y experto en nombres de la Orden Teutónica). Las localizaciones afectadas fueron nombres de pueblos, masas de agua, bosques y distritos catastrales. En algunos condados, hasta el 70% de los nombres de lugares se habían cambiado el 16 de julio de 1938. Los cambios iban desde simplificaciones y acortamiento de la ortografía hasta traducciones (por ejemplo, Pillkallen por Schloßberg) y nuevas creaciones (por ejemplo, Stallupönen se convirtió en Ebenrode, Scheschuppe se convirtió en Ostfluss).
Después de la Segunda Guerra Mundial, la población local huyó o fue expulsada de toda Prusia Oriental. Los nombres polacos modernos fueron determinados por la Comisión para la Determinación de la Toponimia. Los nombres elegidos en 1938 siguen siendo de uso oficial en Alemania.

## Renombramientos en otras regiones

### Lusacia
En Lusacia, región ubicada en el este de Sajonia y el sureste de Brandeburgo (actual Alemania) y Silesia (sudoeste de Polonia), la política de germanización de nombres de localizaciones de origen sorabo ocurrió entre 1936 y 1937. Estos nombres fueron creados en su mayoría desde cero, a veces traducidos directamente al alemán; en algunos casos, solo se germanizó el final o se cambió ligeramente la ortografía. Estos cambios de nombre se llevaron a cabo principalmente en la parte prusiana de la Alta y Baja Lusacia, mientras que en Sajonia se cambiaron menos nombres, y el proceso se dio por concluido a principios de 1938 tras la intervención del Ministerio del Interior del Reich interviniera por razones militares no trascendidas. Además de los lugares, se cambiaron los nombres de numerosos campos y zonas de aguas, como numerosos ríos en Spreewald también recibieron nombres alemanes, la mayoría de los cuales todavía se usan en la actualidad.
La mayoría de los lugares recuperaron sus nombres originales después de la Segunda Guerra Mundial, aunque no todos. La mayoría de los lugares sajones renombrados recuperaron sus nombres originales por orden de las autoridades estatales entre 1946 y 1949, mientras que los cambios de nombre en Brandeburgo fueron mucho más raros.

### Silesia
Una germanización similar de los nombres de lugares se llevó a cabo en otras regiones de la Alemania nazi, especialmente en Silesia. Allí, 1088 topónimos en la región de Oppeln (Opole) fueron cambiados en 1936, también 359 en el área de Breslau (Breslavia) y 178 en el área de Liegnitz (Legnica) entre 1937 y 1938. En la parte de la Alta Silesia que después de la Guerra Mundial Me había convertido en parte de la Segunda República Polaca, la mayoría de los lugares tenían dos nombres usados localmente, uno alemán y otro polaco, y después de 1922, las autoridades polacas convirtieron las variantes polacas en los nombres "oficiales".

### Territorios conquistados antes y durante la Segunda Guerra Mundial
Durante la Segunda Guerra Mundial, el cambio de nombre se produjo principalmente en los territorios ocupados o anexados, porque el gobierno nazi consideró que "los nombres de lugares en idiomas extranjeros constituyen una amenaza nacional y pueden dar lugar a una opinión mundial errónea con respecto a su nacionalidad". Las áreas afectadas incluyeron áreas polacas anexadas por la Alemania nazi (como por ejemplo Alta Silesia y la zona cercana a Poznan), Alsacia, así como Checoslovaquia.